# Triticum duromedium
Triticum duromedium là một loài thực vật có hoa trong họ Hòa thảo. Loài này được Lubimova miêu tả khoa học đầu tiên năm 1993.